# بیگ لیک (واشینگتن)
بیگ لیک (به انگلیسی: Big Lake) یک منطقهٔ مسکونی در ایالات متحده آمریکا است که در واشینگتن واقع شده‌است. بیگ لیک ۱۲٫۳ کیلومتر مربع مساحت و ۱٬۸۳۵ نفر جمعیت دارد و ۲۸ متر بالاتر از سطح دریا واقع شده‌است.